# 伊豆擬毛背魚
伊豆擬毛背魚，為輻鰭魚綱仙女鱼目合齒魚亞目擬毛背魚科的其中一種，西北太平洋日本伊豆半島海域，體長可達9公分，為底棲性魚類，棲息在沙底質海域，生活習性不明。